# アスコツト
アスコツトとは日本の競走馬である。尾形景造（尾形藤吉）が調教師と騎手を兼務し、1934年春季の目黒帝室御賞典など特殊競走（重賞競走）5勝を含む17勝を挙げた。その引退後は馬術競技馬に転身し、「バロン西」の通称で知られる西竹一と共に総合馬術競技日本代表として1936年のベルリンオリンピックに出場した。
当時は促音の表記が許可されていなかったため、字はアスコツトであるが、発音は「アスコット」である。以下、同様に記述する。

## 経歴

### 競走馬時代
宮内省下総御料牧場生産。父はチヤペルブラムプトン、母は小岩井農場がイギリスより導入した牝馬プロポンチスの直仔・種秀。1歳年上の全兄には、当時最強馬の1頭であったワカクサがいた。
3歳（1930年）秋に御料牧場主催のセリ市に上場され、当時尾形の雇用主であった多賀一に落札された。全体に貧弱な馬体で、脚部の状態にも不安が見られたため、高額馬には1万5000円以上の値が付く中、その落札額は8000円であった。調教が始められてからも尾形は大きな手応えを感じていなかったが、性格は「温順、素直で、教えることをよくのみこみ、口向きが軽い（騎乗者の指示に敏感で、操縦しやすい）」ことに非常に驚いたという。さらに調教が進むに連れて、尾形はアスコットの身底にある根性を観取し、当初心配されたほど脚元の状態も悪くなかったことから、兄ワカクサと同様の活躍が期待されていった。馬主の多賀は元宮内省で御召馬車の馭者を務めており、この頃の経験に基づき、脚元を丈夫にするため、尾形の知らないところで坂道を毎日引き歩かせていたという。

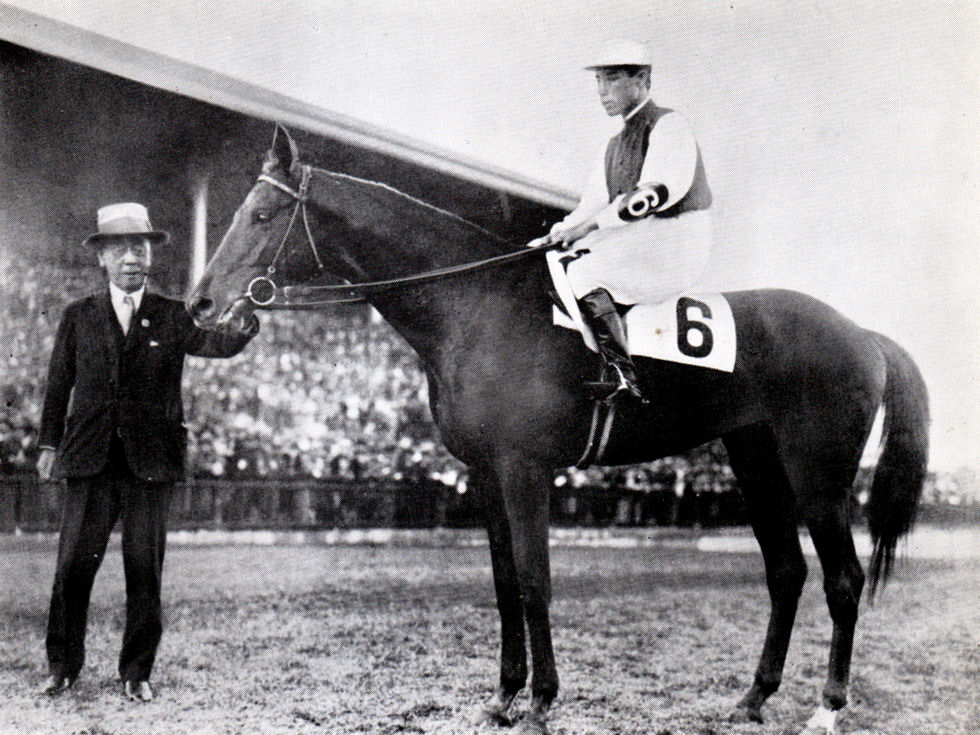
1933年、中山四千米優勝時。騎手・尾形景造、馬主・多賀一。

1931年10月11日、通常より半年遅れの中山秋季開催でデビュー。尾形が騎乗し、初戦勝利を挙げた。翌週の新呼馬優勝戦も連勝、翌月の目黒開催を4戦2勝とし、通算7戦4勝・2着3回で当年のシーズンを終えた。翌1932年1月には阪神へ遠征し、鳴尾競馬場で行われた大禮記念に優勝。以後腸の具合を悪くして、春季は8戦3勝で終えたが、秋季開催では復調し、根岸・目黒の帝室御賞典における2着2回を含む16戦6勝とした。最後のシーズンとなった1933年春季開催では中山四千米に優勝の後、目黒に転じて帝室御賞典に優勝、ほか目黒記念、引退レースとなった5月の横浜特別に優勝し、6戦4勝・2着2回、通算35戦17勝・2着13回の成績で競走生活から退いた。総獲得賞金6万8423円は、当時の最多記録であった。

### 馬術競技馬時代

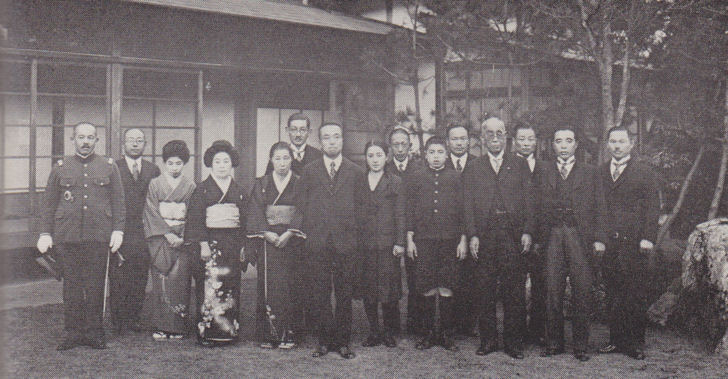
アスコット引き渡しの翌正月、尾形邸にて。最前列中央に東久邇宮稔彦王、右2番目に尾形、右4番目に多賀。右6番目は少年時代の尾形盛次。

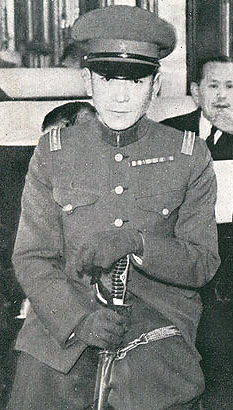
西竹一

競走馬引退後は種牡馬入りの道もあったが、オリンピック用の馬術競技馬として転用の話が持ち上がり、同年5月25日には多賀と尾形が東久邇宮稔彦邸を訪れ、アスコットを寄贈した。東久邇宮はアスコットの訓練を陸軍騎兵学校に依頼し、ロサンゼルス五輪障害飛越競技の金メダリスト・西竹一が担当者となった。西が金メダルを獲得した時の騎乗馬・ウラヌスはフランス産馬であり、ベルリンでは国産馬でのメダル獲得が期待され、これを託されたのがアスコットであった。その後訓練が続けられ、1936年、ドイツ・ベルリンでの夏季オリンピックに臨んだ。この大会には日本から3頭が出場し、障害飛越の代表馬は前回大会の優勝馬ウラヌスであった。
アスコツトは総合馬術での出場で、初日は馬場馬術であった。その馬体は競技委員長グスターフ・ラウより「非常に立派な、注目に値する日本産純血馬」との評価を受けたが、肝心の競技では西との呼吸が合わず34位と出遅れた。しかし2日目の野外耐久審査では、途中で沼に填るアクシデントがありながら5位に入り、総合11位に上昇。最終日の障害飛越も、設置障害の黄木一本を落としたが無難にこなし、最終的に50頭中12位の成績でオリンピックを終えた。後に西は「綜合の順位では三着以内には入れなかったが、その功績は三等以内に入れる資格を持っていたと断言できる」「我が国産馬の能力が優秀で、堂々世界各国の駿馬に互して劣らないことを示したのが本大会の一大収穫だった」と賛辞を送った。尾形は「アスコットが数々の難関を切り抜けて野外騎乗でゴールに入ったという報告を聞いたときは、競馬で勝った時よりうれしかった」と述懐し、さらに「アスコットはもう1年も調教したら国際競技用馬として大成したと思う。何しろ素性がよく、精神がよいから、教えられたとおりによく覚える馬だった」と語っている。
なお、アスコットの他に五輪馬術競技で日本代表となった元競走馬には、1976年モントリオール大会の総合馬術に出場したインターニホン、1988年ソウル大会と1992年バルセロナ大会の障害飛越に出場したミルキーウェイ（競走名：シルバータイセイ）がいる。前者は野外耐久審査で途中棄権して失権（失格）、後者はそれぞれの大会で67位・39位という成績であった。
その後アスコットは1940年に予定されていた東京オリンピックに向けての訓練を積んでいたが、盧溝橋事件の発生・第二次世界大戦激化への過程で同大会は中止となり、アスコットの2度目の挑戦もここで途絶えた。その後アスコットは1941年頃まで全国の馬術競技会に出場した後、東京都長官に寄贈されたと伝えられているが、戦況悪化による混乱もあり、没年や最期については明らかになっていない。

## 競走成績
- 1931年秋季 - 6戦4勝
- 1932年春季 - 8戦3勝（1着 -大禮記念）
- 1932年秋季 - 16戦6勝（2着 - 目黒帝室御賞典、横濱帝室御賞典）
- 1933年春季 - 6戦4勝（1着 - 中山四千米、目黒帝室御賞典、目黒記念、横浜特別）

## 血統表
| アスコツトの血統（マッチェム系 / St. Simon5*5×4=12.50%、Gallopin5×5=6.25%・母内） | アスコツトの血統（マッチェム系 / St. Simon5*5×4=12.50%、Gallopin5×5=6.25%・母内） | アスコツトの血統（マッチェム系 / St. Simon5*5×4=12.50%、Gallopin5×5=6.25%・母内） | （血統表の出典）   | （血統表の出典） |
| 父 *チヤペルブラムプトン Chapel Brampton 1912 栗毛 イギリス                       | 父の父Beppo 1903 黒鹿毛 イギリス                                                  | Marco                                                                             | Barcaldine         | Barcaldine       |
| 父 *チヤペルブラムプトン Chapel Brampton 1912 栗毛 イギリス                       | 父の父Beppo 1903 黒鹿毛 イギリス                                                  | Marco                                                                             | Novitiate          |                  |
| 父 *チヤペルブラムプトン Chapel Brampton 1912 栗毛 イギリス                       | 父の父Beppo 1903 黒鹿毛 イギリス                                                  | Pitti                                                                             | St. Frusquin       | St. Frusquin     |
| 父 *チヤペルブラムプトン Chapel Brampton 1912 栗毛 イギリス                       | 父の父Beppo 1903 黒鹿毛 イギリス                                                  | Pitti                                                                             | Florence           |                  |
| 父 *チヤペルブラムプトン Chapel Brampton 1912 栗毛 イギリス                       | 父の母Mesquite 1904 栗毛 イギリス                                                 | Sainfoin                                                                          | Springfield        | Springfield      |
| 父 *チヤペルブラムプトン Chapel Brampton 1912 栗毛 イギリス                       | 父の母Mesquite 1904 栗毛 イギリス                                                 | Sainfoin                                                                          | Sanda              |                  |
| 父 *チヤペルブラムプトン Chapel Brampton 1912 栗毛 イギリス                       | 父の母Mesquite 1904 栗毛 イギリス                                                 | St. Silave                                                                        | St. Serf           | St. Serf         |
| 父 *チヤペルブラムプトン Chapel Brampton 1912 栗毛 イギリス                       | 父の母Mesquite 1904 栗毛 イギリス                                                 | St. Silave                                                                        | Golden Iris        |                  |
| 母 種秀 1916 鹿毛 日本                                                            | 母の父*インタグリオー Intaglio 1899 栗毛 イギリス                                 | Childwick                                                                         | St. Simon          | St. Simon        |
| 母 種秀 1916 鹿毛 日本                                                            | 母の父*インタグリオー Intaglio 1899 栗毛 イギリス                                 | Childwick                                                                         | Plaisanterie       |                  |
| 母 種秀 1916 鹿毛 日本                                                            | 母の父*インタグリオー Intaglio 1899 栗毛 イギリス                                 | Cameo                                                                             | Thurio             | Thurio           |
| 母 種秀 1916 鹿毛 日本                                                            | 母の父*インタグリオー Intaglio 1899 栗毛 イギリス                                 | Cameo                                                                             | Light of Other Day |                  |
| 母 種秀 1916 鹿毛 日本                                                            | 母の母*プロポンチス Propontis 1897 鹿毛 イギリス                                  | Matchmaker                                                                        | Donovan            | Donovan          |
| 母 種秀 1916 鹿毛 日本                                                            | 母の母*プロポンチス Propontis 1897 鹿毛 イギリス                                  | Matchmaker                                                                        | Match Girl         |                  |
| 母 種秀 1916 鹿毛 日本                                                            | 母の母*プロポンチス Propontis 1897 鹿毛 イギリス                                  | Marmora                                                                           | Adventurer         | Adventurer       |
| 母 種秀 1916 鹿毛 日本                                                            | 母の母*プロポンチス Propontis 1897 鹿毛 イギリス                                  | Marmora                                                                           | Milliner F-No.4-d  |                  |

祖母プロポンチスは小岩井農場が1907年にイギリスより輸入した20頭の繁殖牝馬のうちの1頭。子孫からは数々の活躍馬が出ている。